# Terremoto della Valtiberina del 1917
Il terremoto della Valtiberina del 1917 è stato un evento sismico verificatosi nel 1917 nell'alta valle del Tevere, al confine tra Toscana e Umbria.

## Eventi sismici
La sequenza sismica cominciò all'alba del 26 aprile 1917; la scossa principale avvenne alle 09:36 (le 10:36 dell'ora solare) e fece registrare una magnitudo momento di 5.9 ed un'intensità pari al IX-X livello della scala Mercalli. L'epicentro viene collocato circa 2 km a sud di Monterchi, nell'alta valle del Tevere, a cavallo tra le province di Arezzo e Perugia, e con propagazione sull'asse N-S. Il terremoto fu dapprima sussultorio e poi ondulatorio e, come descritto dalle fonti dell'epoca, preceduto da un rombo sotterraneo.
Durante l'intera giornata furono avvertite sei scosse di rilevante intensità. Ulteriori repliche si registrarono nei giorni successivi fino al 6 maggio; la principale fu quella delle 13:15 del 27 aprile.

## Danni e vittime
Sebbene rilevato in tutta l'Italia centrale, da Ravenna a Chieti, il terremoto colpì principalmente un'area limitata, di circa 200 kmq, lungo la riva destra del Tevere. Il centro maggiormente colpito fu Monterchi in provincia di Arezzo, quasi interamente distrutto sia nel capoluogo che nella frazione Petretole, con il 90% degli edifici che risultò crollato o inagibile. Altre località fortemente colpite furono Citerna, Lippiano, Lugnano di Città di Castello e Monte Santa Maria Tiberina con la metà dell'edificato che subì gravissime lesioni. Danni rilevanti vi furono anche ad Anghiari, Città di Castello e Sansepolcro.
Nel complesso si registrarono una ventina di vittime, di cui 10 nella sola Monterchi, e numerosi feriti.